# 全日本小学校バンドフェスティバル
全日本小学生バンドフェスティバル（ぜんにほんしょうがくせいバンドフェスティバル、All Japan Elementary Band Festival）は、一般社団法人全日本吹奏楽連盟と朝日新聞社が主催し、毎年11月に開催されるフェスティバル。1982年度に全日本吹奏楽コンクールが第30回を迎えたのを記念し、その小学校部門という位置付けで創設、第1回の全国大会が開催された。

## 歴史
- 1982年（昭和57年）11月7日 - 第1回大会 会場 東京・簡易保険ホール　出演団体数16（座奏形式16）
- 1984年（昭和59年）11月11日 - 第3回大会 会場 兵庫・神戸文化ホール　出演団体数17（座奏形式15／ステージドリル2）
※座奏形式のほかステージドリル形式の出演も登場した。これ以降、座奏形式とステージドリル形式の混在での開催が続く。
- 1988年（昭和63年）11月13日 - 第1回全日本マーチングフェスティバル（現・全日本マーチングコンテスト） 会場 神戸ポートアイランドホール（ワールド記念ホール）　小学校6団体が支部代表として出場。
※「コンクールの部」（1991年から「パレードコンテストの部」に改称）、「フェスティバルの部」の2部門制。校種等による部門はなく、どちらの部門でも小中高大職一が一緒に審査を受けた（1996年まで）。
- 1997年（平成9年）11月22日 - 実施規定変更に伴い、この年度から小学校バンドの最上位大会は、座奏形式もマーチング形式も「全日本マーチングフェスティバル 小学校バンドの部」に統一され[注 1]、「全日本マーチングフェスティバル パレードコンテスト中学の部／同高校の部／フェスティバル中学の部／同高校・一般の部」の前日に同じ会場で開催されるようになる。3年連続出場制度開始（1994年からカウント。2013年のお休み[1]まで）。
- 2000年（平成12年）5月26日 - 全日本吹奏楽連盟定時総会　「全日本マーチングフェスティバル 小学校バンドの部」から「全日本小学校バンドフェスティバル」への名称変更（1997年から1999年の大会も含めて）が議決された[注 2]。この年度から「全日本マーチングフェスティバル 小学校バンドの部」が廃止となり、「全日本小学校バンドフェスティバル」として、「全日本マーチングフェスティバル」の前日に同じ会場で開催されるようになる。
- 2001年（平成13年）11月3日 - 第1回東日本学校吹奏楽大会 会場 千葉県文化会館　これ以降、北海道・東北・東関東・西関東・東京都・北陸支部で座奏形式の吹奏楽や金管バンドで活動している小学校バンドの多くが、最上位大会を東日本学校吹奏楽大会として目指すようになっていく。
- 2019年（令和元年）5月24日 - 全日本吹奏楽連盟定時総会　「全日本小学校バンドフェスティバル」から「全日本小学生バンドフェスティバル」への名称変更が議決され[2]、それに伴いこの年度の第38回大会より小学生による地域バンドや合同バンドが出場できるようになった。
- 2020年（令和2年）5月10日 - 新型コロナウイルス感染症の流行の収束予測が立たないため中止を決定した[3][4][5]。
- 2024年（令和6年） - 部門をステージパフォーマンス部門とマーチング部門に分け、10月及び11月に開催予定[6]。審査内規が改定される[6]。

## 基本理念（開催趣旨）
（出典：）
この大会は、「小学校バンドが音楽表現の可能性を求め、楽しく演奏演技しよう」というコンセプトのもと開催されており、表現のスタイルは自由です。多くのバンドに、気軽に取り組んでいただきたいと願っております。

## 概要

### 規定
2024年度より実施規定が変更。
（出典：）
各支部、各県大会ごとに審査方法、審査員の人数などの規定が全国大会と異なる。

#### 参加人員
- ステージパフォーマンス部門[注 3]：65名以内（指揮者を含まない）
- マーチング部門[注 4]：80名以内（ドラムメジャー・指揮者を含まない）

#### 参加資格
各都道府県吹奏楽連盟に加盟する団体で、構成メンバーは小学校に在籍している児童とする。ただし、同一人が二つ以上の団体に重複して出演することは認めない。
参加形態：①単独校、②合同バンド、③地域バンド

#### 演奏・演技
任意の曲を演奏・演技して審査を受けるものとする。吹奏楽・金管バンド・マーチングバンドなどの出演を想定したコンテストであり、木管楽器・金管楽器・打楽器を中心とした編成を前提としている。大会理念に沿う形で、大道具や手具、マイク（1本）の使用が認められている。課題曲や規定課題が課せられておらず、座奏で吹奏楽や金管バンドの演奏を披露する団体だけではなく、パレードやフロアドリル、マーチング・ショーなど多様な形態のマーチングで披露する団体が混在する演奏形態のバリエーションが豊富な大会である。2012年度の第31回大会からは、危険防止の観点からマーチングバンドにおけるドラムメジャーのメイジャーバトンとカラーガードのフラッグ放り投げが禁止された。

#### 出演時間
2024年度第43回大会から
- ステージパフォーマンス部門：7分以内
- マーチング部門：6分以内

#### 審査・表彰
出演時間が超過した場合は失格とし、審査の対象としない。ステージパフォーマンス部門においても、演奏で評価する。失格団体は表彰されない。
2024年度の第43回大会からは、ステージパフォーマンス部門およびマーチング部門ごとに、金・銀・銅の3段階で評価される。A・B・Cの数も、ステージパフォーマンス部門およびマーチング部門ごとに事前に振り分けられる。
- 審査員は、各部門及び前半の部・後半の部ごとに、審査説明会で示されたA・B・Cの数を厳守し、審査を行う。A・B・Cの数については、その年度ごとに理事会で定める。
- 審査員の評価（A・B・C）を、A=3、B=2、C=1に置き換え、数値の合計得点の満点に対する割合を算出。算出した割合が80%以上の場合は金賞、60％以上80%未満の場合は銀賞、60％未満の場合は銅賞とする。各賞の数の制限はない。
- 2024年度のABCの個数[11]
  - ステージパフォーマンス部門→A:B:C=9:7:6
  - マーチング部門→6:5:4

### 過去の規定

#### 出演時間
- 2007年度第26回大会から2023年度第42回大会まで：7分以内[12]
- 1997年度第16回大会から2006年度第25回大会まで：演奏時間 8分以内

#### 審査
2013年度の第32回大会からは、7名の審査員が、A(金)・B(銀)・C(銅)の3段階で相対評価する。A・B・Cの数は事前に理事会で決められている。前半・後半それぞれ18 団体をA(6団体)、B(6団体)、C(6団体)に振り分ける。
2007年度の第26回大会から2012年度の第31回大会までは、技術・表現の観点からそれぞれ A、B、C、D、E の5段階で絶対評価していた。

#### 表彰
2013年度の第32回大会から2023年度の第42回までは、審査員の過半数がA評価の団体に金賞、審査員の過半数がC評価の団体に銅賞、それ以外の団体に銀賞が与えられていた。表彰式を前半と後半、それぞれに行うようになった。
2007年度の第26回大会から2012年度の第31回大会までは、審査員の評価を得点化し、その得点の上位順から金賞、銀賞、銅賞のいずれかの賞が与えられていた。
1999年度の第18回大会から2006年度の第25回大会までは、全出演団体に優秀賞、特に優れた団体に対して「GOOD SOUND賞」が贈られていた。
1997年度の第16回大会から1998年度の第17回大会までは、全出演団体に優秀賞、10団体に「明治生命 GOOD SOUND賞」が贈られていた。

#### その他の規定
- 「3年連続出場制度」。通称「三出制度（もしくは、三出休み）」。

1996年以前から実施されていたマーチングフェスティバルでの「三出制度」に基づき、小学校バンドフェスティバル（当時はマーチングフェスティバル 小学校バンドの部）としては、1997年度の第16回大会（カウントは1994年度の第7回全日本マーチングフェスティバルから）から1998年度の第17回大会までは、3年間連続して全国大会に出場した団体は、その翌年は県大会や支部大会といった下部の大会も含め、小学校バンドフェスティバル（マーチングフェスティバル）に参加することができなかった。三出を果たした年の全国大会において特別表彰された。
全日本吹奏楽連盟は、1999年8月28日に東京文化会館において吹奏楽コンクール、マーチングフェスティバル、アンサンブルコンテストそれぞれの全国大会に3年連続出場した団体を招いて全日本吹奏楽連盟特別演奏会を開催し、出演団体には「ローリエットバンド」の表彰状を贈った。この特別演奏会の小学校バンドの部（マーチング）には、1996年度の第9回全日本マーチングフェスティバルから1998年度の第17回全日本小学校バンドフェスティバル（第11回全日本マーチングフェスティバル）まで3年連続出場を達成した3団体が出場した。
1999年度の第18回大会（カウントは1996年から）から2012年度の第31回大会（お休みは2013年まで）までは、3年間連続して全国大会に出場した団体は、その翌年は県大会や支部大会といった下部の大会も含め、小学校バンドフェスティバルに参加することができなかった。三出を果たした翌年の「国民文化祭・吹奏楽の祭典」もしくは「国民文化祭・マーチングバンド・バトントワーリングの祭典」への出場を推薦し、三出翌年の支部大会において「全日本吹奏楽連盟理事長賞」を贈呈した。お休みの年には各支部・都道府県吹奏楽連盟が支部大会や都道府県大会での審査に関わらない特別演奏を依頼することがあった。この「三出制度」は、2013年度の第32回大会より廃止されている。
- 「入場パレード」と「合同演奏」 1997年度の第16回大会から2012年度の第31回大会まで行われていた。

### 予選
参加団体は各都県大会に出場する。審査によって代表に推薦されると上位大会である支部大会（北海道・東北・東関東・西関東・東京都・東海・北陸・関西・中国・四国・九州）へ出場できる。支部大会で審査によって代表に推薦されるとさらに上位大会である全国大会へ出場できる。全国大会には九州吹奏楽コンクールの代表も出場する。全国大会の審査は上述の方法で行われるが、各支部大会、各県大会ごとに審査方法、審査員の人数は異なっている。
| 支部吹奏楽連盟 | 支部大会                                                                 | 県大会／地区大会 |
| -------------- | ------------------------------------------------------------------------ | --- |
| 北海道         | 北海道小学生バンドフェスティバル                                         | 札幌、函館、空知、旭川、名寄、留萌、稚内、北見、日胆、帯広、釧路                                                                |
| 東 北          | 全日本小学校バンドフェスティバル東北大会                                 | 全日本小学校バンドフェスティバル青森県大会                                                                                      |
| 東 北          | 全日本小学校バンドフェスティバル東北大会                                 | 全日本小学校バンドフェスティバル岩手県大会                                                                                      |
| 東 北          | 全日本小学校バンドフェスティバル東北大会                                 | 全日本小学校バンドフェスティバル宮城県大会                                                                                      |
| 東 北          | 全日本小学校バンドフェスティバル東北大会                                 | 秋田マーチングフェスティバル秋田大会                                                                                            |
| 東 北          | 全日本小学校バンドフェスティバル東北大会                                 | 全日本小学校バンドフェスティバル山形県大会                                                                                      |
| 東 北          | 全日本小学校バンドフェスティバル東北大会                                 | 全日本小学校バンドフェスティバル福島県大会                                                                                      |
| 東関東         | 東関東小学生バンドフェスティバル                                         | 茨城県マーチングフェスティバル ・小学校バンドフェスティバル部門                                                                 |
| 東関東         | 東関東小学生バンドフェスティバル                                         | 栃木県小学生バンドフェスティバル                                                                                                |
| 東関東         | 東関東小学生バンドフェスティバル                                         | 千葉県小学生バンドフェスティバル                                                                                                |
| 東関東         | 東関東小学生バンドフェスティバル                                         | 神奈川県小学生バンドフェスティバル                                                                                              |
| 西関東         | 西関東小学生バンドフェスティバル                                         | 群馬県小学校バンドフェスティバル                                                                                                |
| 西関東         | 西関東小学生バンドフェスティバル                                         | 埼玉県小学生バンドフェスティバル                                                                                                |
| 西関東         | 西関東小学生バンドフェスティバル                                         | 新潟県小学校バンドフェスティバル                                                                                                |
| 西関東         | 西関東小学生バンドフェスティバル                                         | 山梨県小学校バンドフェスティバル                                                                                                |
| 東京都         | 全日本小学校バンドフェスティバル東京都大会                               | 全日本小学校バンドフェスティバル東京都大会                                                                                      |
| 北陸           | 北陸小学生バンドフェスティバル ※各県大会は実施されていない               | 富山県では小学生バンドフェスティバル県大会は実施されていない                                                                    |
| 北陸           | 北陸小学生バンドフェスティバル ※各県大会は実施されていない               | 石川県では小学生バンドフェスティバル県大会は実施されていない                                                                    |
| 北陸           | 北陸小学生バンドフェスティバル ※各県大会は実施されていない               | 福井県では小学生バンドフェスティバル県大会は実施されていない                                                                    |
| 東 海          | 東海小学校バンドフェスティバル                                           | 長野県小学校バンドフェスティバル ・ステージ部門 ・フロア部門                                                                    |
| 東 海          | 東海小学校バンドフェスティバル                                           | 岐阜県小学校バンドフェスティバル                                                                                                |
| 東 海          | 東海小学校バンドフェスティバル                                           | 静岡県小学校バンドフェスティバル                                                                                                |
| 東 海          | 東海小学校バンドフェスティバル                                           | 愛知県小学校バンドフェスティバル                                                                                                |
| 東 海          | 東海小学校バンドフェスティバル                                           | 三重県吹奏楽コンクール 小学生の部                                                                                               |
| 関 西          | 関西小学校バンドフェスティバル ※各府県大会は実施されていない             | 滋賀県では小学生バンドフェスティバル県大会は実施されていない                                                                    |
| 関 西          | 関西小学校バンドフェスティバル ※各府県大会は実施されていない             | 京都府では小学生バンドフェスティバル府大会は実施されていない                                                                    |
| 関 西          | 関西小学校バンドフェスティバル ※各府県大会は実施されていない             | 大阪府では小学生バンドフェスティバル府大会は実施されていない                                                                    |
| 関 西          | 関西小学校バンドフェスティバル ※各府県大会は実施されていない             | 兵庫県では小学生バンドフェスティバル県大会は実施されていない                                                                    |
| 関 西          | 関西小学校バンドフェスティバル ※各府県大会は実施されていない             | 奈良県では小学生バンドフェスティバル県大会は実施されていない                                                                    |
| 関 西          | 関西小学校バンドフェスティバル ※各府県大会は実施されていない             | 和歌山県では小学生バンドフェスティバル県大会は実施されていない                                                                  |
| 中 国          | 全日本小学生バンドフェスティバル中国大会                                 | 全日本小学校バンドフェスティバル鳥取県大会                                                                                      |
| 中 国          | 全日本小学生バンドフェスティバル中国大会                                 | 全日本小学校バンドフェスティバル島根県大会                                                                                      |
| 中 国          | 全日本小学生バンドフェスティバル中国大会                                 | 全日本小学校バンドフェスティバル岡山県大会                                                                                      |
| 中 国          | 全日本小学生バンドフェスティバル中国大会                                 | 全日本小学校バンドフェスティバル広島県大会                                                                                      |
| 中 国          | 全日本小学生バンドフェスティバル中国大会                                 | 全日本吹奏楽コンクール山口県大会 小学校の部 ・座奏部門 ・ステージマーチング部門 全日本マーチングコンテスト山口県大会 小学校の部 |
| 四 国          | 全日本小学生バンドフェスティバル四国支部大会 ・座奏の部 ・マーチングの部 | 全日本小学校バンドフェスティバル徳島県大会                                                                                      |
| 四 国          | 全日本小学生バンドフェスティバル四国支部大会 ・座奏の部 ・マーチングの部 | 全日本小学生バンドフェスティバル香川県大会                                                                                      |
| 四 国          | 全日本小学生バンドフェスティバル四国支部大会 ・座奏の部 ・マーチングの部 | 全日本小学生バンドフェスティバル愛媛県大会                                                                                      |
| 四 国          | 全日本小学生バンドフェスティバル四国支部大会 ・座奏の部 ・マーチングの部 | 全日本小学校バンドフェスティバル高知県大会                                                                                      |
| 九 州          | 九州吹奏楽コンクール 九州小学生バンドフェスティバル                      | 福岡県吹奏楽コンクール 福岡県小学校バンドフェスティバル                                                                         |
| 九 州          | 九州吹奏楽コンクール 九州小学生バンドフェスティバル                      | 佐賀県吹奏楽大会 佐賀県マーチングフェスティバル 小学校バンドの部                                                                |
| 九 州          | 九州吹奏楽コンクール 九州小学生バンドフェスティバル                      | 長崎県吹奏楽コンクール 長崎県小学校バンドフェスティバル                                                                         |
| 九 州          | 九州吹奏楽コンクール 九州小学生バンドフェスティバル                      | 熊本県吹奏楽コンクール 九州小学生バンドフェスティバル熊本支部予選                                                               |
| 九 州          | 九州吹奏楽コンクール 九州小学生バンドフェスティバル                      | 大分県吹奏楽コンクール 大分県小学生バンドフェスティバル                                                                         |
| 九 州          | 九州吹奏楽コンクール 九州小学生バンドフェスティバル                      | 宮崎県吹奏楽コンクール 宮崎県小学校バンドフェスティバル                                                                         |
| 九 州          | 九州吹奏楽コンクール 九州小学生バンドフェスティバル                      | 鹿児島県吹奏楽コンクール 鹿児島県小学校バンドフェスティバル                                                                     |
| 九 州          | 九州吹奏楽コンクール 九州小学生バンドフェスティバル                      | 沖縄県吹奏楽コンクール 沖縄県小学生バンドフェスティバル                                                                         |

- 令和元年度の大会記録に基づく。
- 配列は全国地方公共団体コードに基づく。
- 年度途中の令和元年5月の全日本吹奏楽連盟定時総会で「全日本小学校バンドフェスティバル」から「全日本小学生バンドフェスティバル」への名称変更が議決されたため、手続き上、名称変更ができなかった支部、府県吹奏楽連盟がある。

## 出演団体
支部によって出演団体の編成に特色がみられる。東北、東関東、西関東、東京都では座奏形式の吹奏楽や金管バンドの多くが東日本学校吹奏楽大会を目指すので、全国大会には吹奏楽や金管バンドによるマーチングバンドで出場する団体が多い。他支部ではマーチングバンドのほか座奏形式の吹奏楽や金管バンド、ジャズバンドなどバラエティに富んでいる。全体の傾向としてはマーチングバンドで出場する割合が多い。東日本学校吹奏楽大会と重複して出場できない。

### 支部代表数設定基準
「ステージパフォーマンス部門」は基礎数2、「マーチング部門」は基礎数1で、残りを加盟数の多い支部に割り振る（2024年度以降）。
基礎数3に加え、加盟数の多い順に2支部を+1、全国大会主管支部+1とする（2023年度まで）。

### 各支部の加盟団体数、各支部からの出演団体数

#### 2024年度以降
2024年度第43回大会 出演団体数
|                            | 北海道 | 東北 | 東関東 | 西関東 | 東京都 | 東海 | 北陸 | 関西 | 中国 | 四国 | 九州 | 合計 |
| -------------------------- | ------ | ---- | ------ | ------ | ------ | ---- | ---- | ---- | ---- | ---- | ---- | ---- |
| ステージパフォーマンス部門 | 2      | 2    | 2      | 2      | 2      | 2    | 2    | 2    | 2    | 2    | 2    | 22   |
| マーチング部門             | 2      | 2    | 2      | 1      | 1      | 1    | 1    | 1    | 1    | 1    | 2    | 15   |

#### 2023年度以前
|                | 北海道 | 東北 | 東関東 | 西関東 | 東京都 | 東海 | 北陸 | 関西 | 中国 | 四国 | 九州 | 合計  |
| -------------- | ------ | ---- | ------ | ------ | ------ | ---- | ---- | ---- | ---- | ---- | ---- | ----- |
| 登録加盟団体数 | 132    | 219  | 209    | 52     | 45     | 107  | 26   | 59   | 70   | 16   | 148  | 1,083 |
| 出演団体数     | 3      | 4    | 4      | 3      | 3      | 3    | 3    | 4    | 3    | 3    | 3    | 36    |

- 登録加盟団体数は、2019年10月1日現在。
- 出演団体数は、2023年度の大会記録に基づく[18]。
- 2015年の第34回大会から前半と後半の出演団体数を各18団体（合計36団体）となる。

## 会場
1996年度の第15回大会までは各支部吹奏楽連盟の持ち回りで、その年度の主管支部吹奏楽連盟内の都県内のホールや体育館で開催されていた。1997年度の第16回大会からは全日本マーチングコンテストの前日に同じ会場で開催されている。1997年度の第16回大会から2004年度の第23回大会まではワールド記念ホールと幕張メッセの2箇所を交互に、2005年度の第24回大会から2008年度の第27回大会までは大阪城ホールと幕張メッセの2箇所を交互に、そして2009年度の第28回大会からは大阪城ホールに固定して開催されている。

各支部大会、各県大会ではその管内の体育館で開催されることが多いが、座奏形式の演奏が中心である愛知県や吹奏楽コンクール県大会を小学生バンドフェスティバル支部大会予選にしている県ではホールで開催されている。

1997年の「全日本マーチングフェスティバル 小学校バンドの部」に統一、2000年の「全日本マーチングフェスティバル 小学校バンドの部」から「全日本小学校バンドフェスティバル」への名称変更の経緯があるので、第1回から第12回までの全日本マーチングフェスティバルの会場も併記する。

## 会場・日程一覧

### 全日本小学校バンドフェスティバル（第1回 - 第15回）
| 年 度  | 全日本小学校バンドフェスティバル | 全日本小学校バンドフェスティバル | 全日本小学校バンドフェスティバル    | 全日本小学校バンドフェスティバル | 全日本マーチングフェスティバル コンクールの部／フェスティバルの部 | 全日本マーチングフェスティバル コンクールの部／フェスティバルの部 |
| 年 度  | 回 数                            | 日 程                            | 会 場                               | 講 評 者                         | 回 数                                                             | 会 場                                                             |
| ------ | -------------------------------- | -------------------------------- | ----------------------------------- | -------------------------------- | ----------------------------------------------------------------- | ----------------------------------------------------------------- |
| 1982年 | 第1回                            | 1982年11月7日（日）              | 東京簡易保険ホール （東京都）       | 西澤昭男 渡辺久遠 雑喉潤         |                                                                   |                                                                   |
| 1983年 | 第2回                            | 1983年11月3日（木・祝）          | 長野県民文化会館 （長野県）         | 小原光一 柄沢宏規 雑喉潤         |                                                                   |                                                                   |
| 1984年 | 第3回                            | 1984年11月11日（日）             | 神戸文化ホール （兵庫県）           | 小原光一 雑喉潤 永長信一         |                                                                   |                                                                   |
| 1985年 | 第4回                            | 1985年11月4日（月・振休）        | 瀬戸市文化センター （愛知県）       | 伊藤定一 雑喉潤                  |                                                                   |                                                                   |
| 1986年 | 第5回                            | 1986年11月9日（日）              | 市川市文化会館 （千葉県）           | 雑喉潤 渡辺亜紀人                |                                                                   |                                                                   |
| 1987年 | 第6回                            | 1987年11月1日（日）              | 福岡サンパレス （福岡県）           | 内山信 雑喉潤                    |                                                                   |                                                                   |
| 1988年 | 第7回                            | 1988年11月6日（日）              | 岩手県民会館 （岩手県）             | 安達弘潮 雑喉潤                  | 第1回                                                             | ワールド記念ホール （兵庫県）                                     |
| 1989年 | 第8回                            | 1989年11月5日（日）              | 岡山市民会館 （岡山県）             | 山縣武之 増広卓三                | 第2回                                                             | ワールド記念ホール （兵庫県）                                     |
| 1990年 | 第9回                            | 1990年11月3日（土・祝）          | 浜松アリーナ （静岡県）             | 森口喜雄 鈴木庸夫                | 第3回                                                             | ワールド記念ホール （兵庫県）                                     |
| 1991年 | 第10回                           | 1991年11月10日（日）             | 観音寺市民会館 （香川県）           | 今村仁 佐倉友章                  | 第4回                                                             | ワールド記念ホール （兵庫県）                                     |
| 1992年 | 第11回                           | 1992年11月15日（日）             | フェニックスプラザ （福井県）       | 池内修二 藤川一芳                | 第5回                                                             | ワールド記念ホール （兵庫県）                                     |
| 1993年 | 第12回                           | 1993年11月7日（日）              | 茨城県立県民文化センター （茨城県） | 梶原征剛 石崎靖雄                | 第6回                                                             | ワールド記念ホール （兵庫県）                                     |
| 1994年 | 第13回                           | 1994年11月12日（土）             | 尼崎市総合文化センター （兵庫県）   | 和泉喜久男 喜田賦                | 第7回                                                             | 幕張メッセ （千葉県）                                             |
| 1995年 | 第14回                           | 1995年11月11日（土）             | アクトシティ浜松 （静岡県）         | 河合九平 北山敦康                | 第8回                                                             | 幕張メッセ （千葉県）                                             |
| 1996年 | 第15回                           | 1996年11月9日（土）              | 府中の森芸術劇場 （東京都）         | 金本正武 山本孝                  | 第9回                                                             | 幕張メッセ （千葉県）                                             |

### 全日本小学校バンドフェスティバル（第16回 - 第27回）
1997年～1999年の大会当時は、「全日本マーチングフェスティバル 小学校バンドの部」として開催された。その後2000年に、上記3年間の大会を「全日本小学校バンドフェスティバル」に名称変更した。
「講評者」が、第20回から「審査員」に変更された。
| 年 度  | 全日本小学校バンド フェスティバル | 全日本マーチング フェスティバル 小学校バンドの部 | 日 程                  | 会 場                                                          | （第19回まで）講評者／ （第20回から）審査員      |
| 年 度  | 回 数                             | 回 数                                            | 日 程                  | 会 場                                                          | （第19回まで）講評者／ （第20回から）審査員      |
| ------ | --------------------------------- | ------------------------------------------------ | ---------------------- | -------------------------------------------------------------- | ------------------------------------------------ |
| 1997年 | 第16回                            | 第10回                                           | 1997年11月22日（土）   | ワールド記念ホール                                             | 島貫利博 田中久仁明 前田昌宏                     |
| 1998年 | 第17回                            | 第11回                                           | 1998年11月28日（土）   | 幕張メッセ                                                     | 小倉清澄 佐々木清美 曽我部清典 山崎昌平 吉岡有二 |
| 1999年 | 第18回                            | 第12回                                           | 1999年11月20日（土）   | ワールド記念ホール                                             | 赤松二郎 勝俣良治 佐藤元昭 森田一浩 山崎昌平     |
| 2000年 | 第19回                            |                                                  | 2000年11月18日（土）   | 幕張メッセ                                                     | 新井靖志 奥田昌史 戸部豊 服部公一 森田利明       |
| 2001年 | 第20回                            | 2001年11月23日（金・祝）                         | ワールド記念ホール     | 梅津正好 木村吉宏 近藤孝司 坂上弘志 田中靖人 田宮堅二 村井祐児 |                                                  |
| 2002年 | 第21回                            | 2002年11月23日（土・祝）                         | 幕張メッセ             | 上原宏 田宮堅二 服部吉之 宮本明恭 村井祐児 森 茂 森田一浩      |                                                  |
| 2003年 | 第22回                            | 2003年11月22日（土）                             | ワールド記念ホール     | 内山洋 織田準一 勝俣良治 金井信之 木村吉宏 呉信一 前田昌宏     |                                                  |
| 2004年 | 第23回                            | 2004年11月20日（土）                             | 幕張メッセ             | 赤坂達三 奥田昌史 金井信之 近藤孝司 澤 敦 鈴木英史 彦坂眞一郎  |                                                  |
| 2005年 | 第24回                            | 2005年11月19日（土）                             | 大阪城ホール（大阪府） | 北野徹 四戸世紀 高橋知己 中村均一 箱山芳樹 森田一浩 守山光三   |                                                  |
| 2006年 | 第25回                            | 2006年11月18日（土）                             | 幕張メッセ             | 生方正好 梅津正好 大城正司 木下牧子 久保義一 坂上弘志 宮下宣子 |                                                  |
| 2007年 | 第26回                            | 2007年11月17日（土）                             | 大阪城ホール           | 赤松二郎 呉信一 齊藤匠 竹原明 藤井むつ子 本田耕一 丸山勉       |                                                  |
| 2008年 | 第27回                            | 2008年11月22日（土）                             | 幕張メッセ             | 安藤芳広 市川智子 大浦綾子 大城正司 荻野昇 杉山眞彦 須山芳博   |                                                  |

### 全日本小学校バンドフェスティバル（第28回 - 第37回）
| 回 年度 | 日程                     | 開催会場     | 審査員                                                           |
| ------- | ------------------------ | ------------ | ---------------------------------------------------------------- |
| 28 2009 | 2009年11月28日（土）     | 大阪城ホール | 市川智子 井手詩朗 稲本耕一 大津立史 奥田昌史 新田幹男 古田俊博   |
| 29 2010 | 2010年11月20日（土）     | 大阪城ホール | 市川智子 大城正司 小倉貞行 島貫利博 杉山眞彦 須山芳博 橋本眞介   |
| 30 2011 | 2011年11月19日（土）     | 大阪城ホール | 市川智子 井手詩朗 大城正司 寺田由美 中村めぐみ 古田俊博 宮下宣子 |
| 31 2012 | 2012年11月17日（土）     | 大阪城ホール | 安藤芳広 池上政人 竹本義明 箱山芳樹 橋本眞介 久永重明 前田綾子   |
| 32 2013 | 2013年11月23日（土・祝） | 大阪城ホール | 須山芳博 竹内雅一 寺田由美 中村均一 星野究 丸田悠太 三宅孝典     |
| 33 2014 | 2014年11月22日（土）     | 大阪城ホール | 大橋晃一 小川佳津子 近藤孝司 竹本義明 長瀬敏和 七澤英貴 本田耕一 |
| 34 2015 | 2015年11月21日（土）     | 大阪城ホール | 小串俊寿 加藤明久 須山芳博 田中弘 藤井むつ子 松岡裕雅 若狭和良   |
| 35 2016 | 2016年11月19日（土）     | 大阪城ホール | 大塚哲也 岡崎耕二 中島大之 中村均一 平子久江 福田淳 丸尾卓巧     |
| 36 2017 | 2017年11月18日（土）     | 大阪城ホール | 芦田修次 大津立史 岡崎耕二 奥田昌史 近藤孝司 前田綾子 丸山勉     |
| 37 2018 | 2018年11月17日（土）     | 大阪城ホール |                                                                  |

### 全日本小学生バンドフェスティバル（第38回 - 第42回）
| 回 年度 | 日程                     | 開催会場     |
| ------- | ------------------------ | ------------ |
| 38 2019 | 2019年11月23日（土・祝） | 大阪城ホール |
| 39 2020 | 2020年11月21日（土）     | 大阪城ホール |
| 40 2021 | 2021年11月20日（土）     | 大阪城ホール |
| 41 2022 | 2022年11月19日（土）     | 大阪城ホール |
| 42 2023 | 2023年11月18日（土）     | 大阪城ホール |

### 全日本小学生バンドフェスティバル（第43回 - ）
| 回 年度 | 日程                 | 開催会場                   | 部門                       |
| ------- | -------------------- | -------------------------- | -------------------------- |
| 43 2024 | 2024年10月26日（土） | 札幌コンサートホールKitara | ステージパフォーマンス部門 |
| 43 2024 | 2024年11月16日（土） | 大阪城ホール               | マーチング部門             |

## 全日本吹奏楽連盟での協議

### これまで
- 会報「すいそうがく」（No.184 2010年7月）によると、2010年度の全日本吹奏楽連盟定時総会の協議会において、『小学校バンドの加盟について』という議題で協議が行われ、小学校学齢のジュニアバンドの小学校の部への大会参加要望について、伊尾孝敏 常任理事（第三事業部長）が「お知らせしたとおり、小学校バンドフェスティバルの全国大会については、大会参加は小学校に限る（2校以上の合同バンドは認める）。いわゆるジュニアバンドは認めない。しかし、吹奏楽コンクール小学校の部の府県大会参加および小学校バンドフェスティバルの府県大会参加は、それぞれの会員連盟・支部の規定・判断に委ねる、としている。」と返答したと記載されている[77]。

- 会報「すいそうがく」（No.202 2016年7月）によると、2016年度の全日本吹奏楽連盟定時総会の協議会において、『●小学校の加盟について』という議題で協議が行われ、小学校では加盟を認めないケース、学校長が認めないので一般バンドとして加盟しているケース等が生じているので、保護者会長等の承認でも加盟ができるようにしてほしいという要望があったことに対し、祐川俊樹 常任理事（第三事業部長）が「現在のところ、加盟と大会参加には所属長の記名とその印が必要であるため、小学校長の承認が必要である。従って、現行の登録規定では、父母会・保護者会長等での加盟は一般の部への登録となる。近年、学校における部活動を地域・ボランティアによる活動に移行する傾向がある。今後、部会等で検討していく。（学校長の理解を得るため）教育行政に対しては（部活動への理解を）根気強く働きかけをしていかなければならない。」と返答したと記載されている[78]。

- 会報「すいそうがく」（No.208 2018年7月）によると、2018年度の全日本吹奏楽連盟定時総会の協議会において、『2. 加盟と大会参加について ●小学校の加盟について』という議題で協議が行われ、小学校では教育委員会や学校長が大会参加を認めないケース、小学生による地域バンドが職場一般の部に出場しているケースがあることを理由に、小学生による地域バンドも参加できる「小学生の部」を設置してほしいという要望があった[79]。

- 会報「すいそうがく」（No.211 2019年7月）によると、2019年度の全日本吹奏楽連盟定時総会の議事において、「全日本小学校バンドフェスティバル」から「全日本小学生バンドフェスティバル」への名称変更が議決され、それに伴いこの年度の第38回大会より「小学生による合同バンド、小学生のみによる一般バンドが出場できるようになった[2]。

- 会報「すいそうがく」（No.208 2018年7月）によると、2018年度の全日本吹奏楽連盟定時総会の協議会において、『1. これからの吹奏楽 ●全日本吹奏楽コンクール小学校の部の開催について』という議題で意見聴取が行われたことが記載されている[80]。

- 会報「すいそうがく」（No.211 2019年7月）によると、2019年度の全日本吹奏楽連盟定時総会の協議会において、全日本小学生バンドフェスティバルで座奏とマーチングを分離して開催してほしい要望がでていることに対し、祐川俊樹 常任理事（第三事業部長）が「座奏をホールで開催した場合、その後の大阪城ホールの日程をどう調整するか。座奏・マーチングをどのような内容で開催するか。等の検討を開始する。」と返答したと記載されている[81]。

### 協議中
- 2024年度定時総会では、ステージパフォーマンス部門の名称の再検討、規定や審査基準の見直し、吹奏楽コンクールやマーチングコンテストの小学生部門化、表彰方法の検討などが今後の課題として挙げられた[9]。